# Conference League South 2009-2010
La Conference League South 2009-2010 è stata la 6ª edizione della seconda serie della Conference League. Rappresenta, insiema alla Conference League North, il sesto livello del calcio inglese ed il secondo del sistema "non-league". 

## Squadre partecipanti
| Squadra                    | Città                         | Stagione precedente                                    |
| -------------------------- | ----------------------------- | ------------------------------------------------------ |
| Basingstoke Town           | Basingstoke                   | 18º posto in Conference League South                   |
| Bath City                  | Bath                          | 8º posto in Conference League South                    |
| Bishop's Stortford         | Bishop's Stortford            | 9º posto in Conference League South                    |
| Braintree Town             | Braintree                     | 14º posto in Conference League South                   |
| Bromley                    | Londra (Bromley)              | 13º posto in Conference League South                   |
| Chelmsford City            | Chelmsford                    | 5º posto in Conference League South                    |
| Dorchester Town            | Dorchester                    | 19º posto in Conference League South                   |
| Dover Athletic             | Dover                         | 1º posto in Isthmian League Premier Division, promosso |
| Eastleigh                  | Eastleigh                     | 3º posto in Conference League South                    |
| Hampton & Richmond Borough | Londra (Richmond upon Thames) | 2º posto in Conference League South                    |
| Havant & Waterlooville     | Havant                        | 15º posto in Conference League South                   |
| Lewes                      | Lewes                         | 24º posto in Conference League Premier, retrocesso     |
| Maidenhead United          | Maidenhead                    | 6º posto in Conference League South                    |
| Newport County             | Newport                       | 10º posto in Conference League South                   |
| St Albans City             | St Albans                     | 12º posto in Conference League South                   |
| Staines Town               | Staines-upon-Thames           | 2º posto in Isthmian League Premier Division, promosso |
| Thurrock                   | Purfleet (Essex)              | 20º posto in Conference League South                   |
| Welling United             | Londra (Bexley)               | 7º posto in Conference League South                    |
| Weston-super-Mare          | Weston-super-Mare             | 17º posto in Conference League South                   |
| Weymouth                   | Weymouth                      | 23º posto in Conference League Premier, retrocesso     |
| Woking                     | Woking                        | 21º posto in Conference League Premier, retrocesso     |
| Worcester City             | Worcester                     | 16º posto in Conference League South                   |

## Classifica finale
|  | Pos. | Squadra                | Pt  | G  | V  | N  | P  | GF | GS  | DR  |
|  | ---- | ---------------------- | --- | -- | -- | -- | -- | -- | --- | --- |
|  | 1    | Newport County         | 103 | 42 | 32 | 7  | 3  | 93 | 26  | +67 |
|  | 2    | Dover Athletic         | 75  | 42 | 22 | 9  | 11 | 66 | 47  | +19 |
|  | 3    | Chelmsford City        | 75  | 42 | 22 | 9  | 11 | 62 | 48  | +14 |
|  | 4    | Bath City              | 72  | 42 | 20 | 12 | 10 | 66 | 46  | +20 |
|  | 5    | Woking                 | 72  | 42 | 21 | 9  | 12 | 57 | 44  | +13 |
|  | 6    | Havant & Waterlooville | 71  | 42 | 19 | 14 | 9  | 65 | 44  | +21 |
|  | 7    | Braintree Town         | 71  | 42 | 18 | 17 | 7  | 56 | 41  | +15 |
|  | 8    | Staines Town           | 67  | 42 | 18 | 13 | 11 | 59 | 40  | +19 |
|  | 9    | Welling Utd            | 63  | 42 | 18 | 9  | 15 | 66 | 51  | +15 |
|  | 10   | Thurrock               | 61  | 42 | 16 | 13 | 13 | 66 | 60  | +6  |
|  | 11   | Eastleigh              | 60  | 42 | 17 | 9  | 16 | 71 | 66  | +5  |
|  | 12   | Bromley                | 55  | 42 | 15 | 10 | 17 | 68 | 64  | +4  |
|  | 13   | St Albans City         | 55  | 42 | 15 | 10 | 17 | 45 | 55  | -10 |
|  | 14   | Hampton & Richmond     | 51  | 42 | 14 | 9  | 19 | 56 | 66  | -10 |
|  | 15   | Basingstoke Town       | 49  | 42 | 13 | 10 | 19 | 49 | 68  | -19 |
|  | 16   | Maidenhead Utd         | 48  | 42 | 12 | 12 | 18 | 52 | 59  | -7  |
|  | 17   | Dorchester Town        | 48  | 42 | 13 | 9  | 20 | 56 | 74  | -18 |
|  | 18   | Bishop's Stortford     | 47  | 42 | 12 | 11 | 19 | 48 | 59  | -11 |
|  | 19   | Lewes                  | 42  | 42 | 9  | 15 | 18 | 49 | 63  | -14 |
|  | 20   | Worcester City         | 40  | 42 | 10 | 10 | 22 | 48 | 60  | -12 |
|  | 21   | Weston-super-Mare      | 23  | 42 | 5  | 8  | 29 | 48 | 93  | -45 |
|  | 22   | Weymouth               | 22  | 42 | 5  | 7  | 30 | 31 | 103 | -72 |

Legenda:
      Promosso in Conference League Premier 2010-2011.
  Ammesso ai play-off.
      Retrocesso in Isthmian League Premier Division 2010-2011.
      Retrocesso in Southern Football League Premier Division 2010-2011.
Regolamento:
Tre punti a vittoria, uno a pareggio, zero a sconfitta.
In caso di arrivo di due o più squadre a pari punti, la graduatoria viene stilata secondo i seguenti criteri:
- differenza reti
- maggior numero di gol segnati

Note:

Il Weston-super-Mare è stato poi riammesso in Conference League South 2010-2011.
Il Worcester City è stato poi riammesso in Conference League North 2010-2011.

## Spareggi

### Play-off

#### Tabellone
|  | Semifinali | Semifinali      | Semifinali | Semifinali | Semifinali |  |  | Finale | Finale    | Finale |  |
|  |            |                 |            |            |            |  |  |        |           |        |  |
|  | 5          | Woking          | 2          | 0          | 2          |  |  |        |           |        |  |
|  | 2          | Dover Athletic  | 1          | 0          | 1          |  |  | 5      | Woking    | 0      |  |
|  | 4          | Bath City       | 2          | 1          | 3          |  |  | 4      | Bath City | 1      |  |
|  | 3          | Chelmsford City | 0          | 0          | 0          |  |  |        |           |        |  |